# Melanagromyza grata
Melanagromyza grata är en tvåvingeart som beskrevs av Spencer 1977. Melanagromyza grata ingår i släktet Melanagromyza och familjen minerarflugor. Inga underarter finns listade i Catalogue of Life.